# Springfield (Comtat de Bucks)
Springfield és un township (comú) al comtat de Bucks, Pennsilvània, EUA. La població era 5.035 en el cens 2010.
La casa i graner de Jacob Funk, el pont cobert de Knecht's Mill, granja Springhouse, i el districte històric de Springtown s'han inclòs al Registre Nacional de Llocs Històrics. També incloïa antigament el pont cobert de Haupt's Mill fins que fou destruït per un incendi.

## Geografia
Limita amb els municipis de Durham Township (est), Nockamixon Township (sud-est), Haycock Township (sud-est), Richland Township (sud), Milford Township (sud-oest), Lower Milford Township, Lehigh County (tangent a l'oest), Upper Saucon (nord-oest), Lower Saucon (nord) i Williams Township (tangent al nord, comtat de Northampton)
Segons l'oficina de cens dels Estats Units, el municipi té una àrea total de 30,8 milles quadrades terrestres (79,7 km²). És a la conca del riu Delaware i, mentre que la major part del municipi drena directament cap a l'est al riu Delaware pels rius Tohickon i Cooks (ambdós nascuts a Springfield) una àrea molt petita a l'extrem oest drena cap al riu Unami cap als rius Perkiomen i Schuylkill.
Pobles del municipi de Springfield inclouen Hilltop, Passer, Pleasant Valley, Springtown i Zionhill. Molts residents comparteixen vincles de llarga data amb la Vall Saucon (les àrees properes Coopersburg i Hellertown de la Lehigh Valley). La majoria de la població gaudeix de trucades locals mútua amb Allentown, Bethlehem i Easton i igual que les centrals telefòniques de Quakertown. Molts residents del municipi tenen adreces Coopersburg, Quakertown o Hellertown.
Springfield compta amb tres carreteres numerades: 309, 212 i 412. L'autopista de quatre carrils 309 creua l'extrem oest de nord a sud en el camí d'Allentown a Quakertown mentre que 212 arriba al nord de Quakertown i 412 ve SE de Betlem a unir-se a aquest a través Springtown i divergeixen per acabar a la Ruta 611 a Durham Furnace i Harrow, respectivament. Altres carreteres locals són de nord a sud Old Bethlehem Pike a l'extrem oest, Old Bethlehem Road al SE, i Richlandtown Pike, i d'est a oest del Passer Road, Peppermint Valley/Slifer Valley/Lehnenberg Road i la carretera estatal.

## Demografia
Segons el cens de 2000, hi havia 4.963 persones, 1.900 llars, i 1.470 famílies que residien al municipi. La densitat de població és 161,2 persones per milla quadrada (62.3/km²). Hi havia 1.972 unitats de coberta en una densitat mitjana de 64.1hab./sq mi (24,7 hab./km²). El maquillatge racial del municipi era 98,61% blancs, 0,60%, 0,10%, 0,10%, 0,18% d'altres races, i 0,40% a partir de dues o més races. Hispà o Llatí de qualsevol raça era 0,87% de la població.
Hi havia 1.900 habitatges de les quals 30,5% tenien nens de menys de 18 que vivien amb ells, 67,3% hi parells casats vivint juntes, 6,4% tenien un cap de família femení solteres i 22,6% no eren unitats familiars. 17,8% de totes les cases van ser composts d'individus i 7,2% tenen alguna persona anciana de 65 anys o més. El nombre mitjà de cada habitatge era de 2,61 i el nombre mitjà de la família era 2,96.
Al municipi la població es repartia amb un 22,4% tenia menys de 18 anys, 5,7% de 18 a 24, 28,4% a partir 25 i 44, 30,6% a partir 45 a 64, i 12,9% eren majors de 65 anys o més. La mitjana d'edat va ser de 42 anys. Per cada 100 dones hi havia 100,3 homes. Per cada 100 dones majors de 18 anys, hi havia 101,1 homes.
La renda mediana per habitatge al municipi era $ 60.061, i la renda mediana per família era de $ 64.909. Els homes tenien una renda mediana de $ 45.063 en comparació amb $ 30.592 per a les femelles. La renda per capita de la població era de 29.355 $. Prop de 2,5% de les famílies i 3,4% de la població estava per sota del llindar de pobresa, incloent 2,5% dels quals eren menors de 18 anys i 3,0% llindar de pobresa majors de 65 anys.